# Jakowliwka (rejon bachmucki)
Jakowliwka (ukr. Яковлівка) – wieś na Ukrainie, w obwodzie donieckim, w rejonie bachmuckim. W 2001 liczyła 1330 mieszkańców, spośród których 1044 posługiwało się językiem ukraińskim, 280 rosyjskim, 2 białoruskim, a 4 innym.